# 21424 Фейтчанг
21424 Фейтчанг  (21424 Faithchang) — астероїд головного поясу, відкритий 24 березня 1998 року.
Тіссеранів параметр щодо Юпітера — 3,670.